# Vampire Diary
Ne doit pas être confondu avec Vampire Diaries.
Pour plus de détails, voir Fiche technique et Distribution.
Vampire Diary est film d'horreur avec Anna Walton et diffusé pour la première fois par Peccadillo Pictures (en) en 2007 au Royaume-Uni. Le film a été réalisé par Phil O'Shea (en) et Mark James, et produit par Margaret Matheson et Michael Riley (en).

## Synopsis
Holly tourne un documentaire sur les personnes se faisant passer pour des vampires pendant des soirées branchées à Londres. Elle y rencontre Vicky, à qui elle propose de de faire partie de son film. Elles se fréquentent de plus en plus. En parallèle, plusieurs morts suspectes défraient la chronique. Holly comprend que Vicky semble mêlée à ces meurtres.

## Fiche technique
- Durée : 90 minutes (1 h 30)

## Distribution
- Anna Walton
- Morven Macbeth
- Jamie King
- Kate Sissons
- Justin McDonald (en)
- Keith-Lee Castle (en)

## Récompenses
- Festival international du cinéma de Milan
  - Meilleur film pour Michael Riley et Margaret Matheson
  - Meilleure actrice pour Anna Walton
  - Meilleure cinématographie pour Nemone Mercer
  - Meilleure édition pour Mark Atkins et Mark James